# Jörg Peter
Jörg Peter va ser un ciclista suís que es va especialitzar en el ciclisme en pista. Va aconseguir, com amateur, una medalla de bronze al Campionat del Món de Mig Fons de 1969 per darrere dels neerlandesos Bert Boom i Cees Stam.